# Helicogonus geraesius
Helicogonus geraesius är en mångfotingart som beskrevs av Karl Wilhelm Verhoeff 1951. Helicogonus geraesius ingår i släktet Helicogonus och familjen Spirostreptidae. Inga underarter finns listade i Catalogue of Life.